# Trichotoca fraterna
Trichotoca fraterna is een muggensoort uit de familie van de galmuggen (Cecidomyiidae). De wetenschappelijke naam van de soort is voor het eerst geldig gepubliceerd in 2000 door Jaschhof als Catotricha fraterna.